# 오타카르 1세

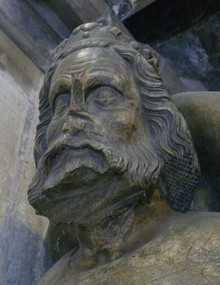
오타카르 1세

오타카르 1세(체코어: Přemysl Otakar I., 1155년경 ~ 1230년 12월 15일)는 보헤미아의 공작(재위: 1192년 ~ 1193년, 1197년 ~ 1198년)이자 보헤미아의 국왕(재위: 1197년 ~ 1230년)이다.

## 생애
보헤미아의 공작인 블라디슬라프 2세와 그의 두 번째 아내인 튀링겐의 유디트(Judith) 사이에서 태어났다. 1178년 마이센 변경백을 역임한 오토 2세(Otto II)의 딸인 아델하이트(Adelheid)와 결혼했다.
1192년 신성 로마 제국의 황제였던 하인리히 6세로부터 보헤미아의 통치자로 인정받았지만 1193년 호엔슈타우펜 가를 실추시키려는 독일인 제후들의 음모에 가담한 사실이 드러나면서 쫓겨나고 만다.
1197년 보헤미아의 공작으로 복위했고 호엔슈타우펜 가 출신인 슈바벤의 필리프와 벨프 가 출신인 오토 4세 사이에 벌어진 독일 왕위 계승 분쟁을 중재했다. 이 때부터 오타카르 1세는 보헤미아의 국왕이라는 칭호를 받게 된다. 1199년에는 마이센의 아델하이트와 이혼했고 헝가리 왕국의 국왕 벨러 3세의 딸인 콘스턴치어(Konstancia)와 결혼했다.
1200년 오토 4세가 우세를 점하면서 오타카르 1세는 슈바벤의 필리프와의 동맹을 파기하고 벨프 가를 지지했다. 오토 4세와 교황 인노첸시오 3세는 오타카르 1세를 보헤미아의 국왕임을 인정했다.
1212년 신성 로마 제국의 황제였던 프리드리히 2세는 오타카르 2세에게 보헤미아에 관한 시칠리아의 금인칙서를 전달했다. 이 금인칙서에 따라 오타카르 1세는 자신은 물론 그의 자손들에게 보헤미아의 국왕이라는 칭호를 계속해서 사용할 수 있는 권리를 획득하고 왕위의 세습권을 확보했다. 또한 신성 로마 제국의 군주인 황제를 선출하는 선제후 7군주 중의 하나가 되면서 보헤미아는 중앙유럽의 강자로 부상하게 된다.
1230년 12월 15일에 사망했으며 그의 왕위는 아들인 바츨라프 1세가 승계받았다. 그의 딸인 아네슈카(Anežka, 아네슈카 체스카(Anežka Česká))는 체코의 로마 가톨릭교회 수녀이자 로마 가톨릭교회 성인이기도 하다.